# Machine-to-Machine
A Machine-to-Machine (M2M) technológia olyan adatáramlást jelent, mely emberi közreműködés nélkül, gépek között zajlik. A kommunikáció minden olyan gép között létrejöhet, amely a megfelelő technológiával van ellátva ahhoz, hogy bekapcsolható legyen a rendszerbe. Az M2M technológia felhasználási területét tekintve számos iparágban, az üzleti szférában, egészségügyben, kormányzati rendszerekben használható lokális és globális szinten egyaránt. Fő célja, hogy egy adott szervezet vagy folyamat működési hatékonyságát javítsa, új üzleti lehetőségeket aknázzon ki és értéknövelt szolgáltatásokat hozzon létre. Az M2M alkalmazások időmegtakarítást és kockázatcsökkentést eredményeznek, ugyanakkor jelentősen képesek csökkenteni az energiafelhasználást és a környezetszennyezést.

## Az M2M kommunikáció folyamata
- 1. Az egyik eszköz valamilyen adatot rögzít.
- 2. Az adat továbbítása egy kommunikációs hálózaton keresztül a másik eszköz felé.
- 3. Az adatok értékelése.
- 4. Válasz – a megfelelő folyamatok beindítása.

Az alapfolyamat egyes elemei igen sokrétűek lehetnek, például milyen gépeket csatlakoztatunk, ezek milyen típusú kommunikációt használnak és hogyan használják a kapott adatokat. A technológia lehetővé teszi a megfelelő adatok kinyerését és küldését a megfelelő helyre, a megfelelő módon, a körülményekhez igazodva.

### Adatgyűjtés
Az adatszolgáltató eszköz lehet egy egyszerű mérőeszköz (például hőmérő, szintmérő, fogyasztásmérő), de lehet egy ipari számítógépes rendszer Modbus kommunikációs porttal. Az adatokat egy M2M eszköz olvassa le, gyűjti és teszi továbbításra alkalmassá. Azonban intelligens elektronikus mérőeszköz közvetlenül is csatlakoztatható a hálózathoz. Bizonyos esetekben itt is szükség lehet M2M eszközre, mely folyamatosan elemzi az adatokat és csak azokat küldi tovább, melyek a beállított határértéken kívül találhatóak, ezzel jelentősen csökkenti az adatkommunikációt.

### Adattovábbítás egy kommunikációs hálózaton keresztül
Számos megoldás létezik a távoli eszközből nyert adatok továbbítására: mobilhálózatok, kommunikációs műholdak, telefonvonalak. A telefonvonal lehet a legjobb választás, ha ez fizikailag már telepítve van és a költségek is megoszthatók más célokra. Hátránya általában a folyamatos havi költsége. A műholdas továbbítás a legdrágább, de gyakran a legjobb megoldás nagyon távoli, nehezen elérhető területek esetében. A kiterjedt területi lefedettség miatt az M2M alkalmazások leginkább a mobilhálózatokon keresztül kommunikálnak. Ezen belül adatküldésre számos módszer áll rendelkezésre: CDMA, GPRS, 3G, 4G, CSD, SMS és USSD. Az előnye ezeknek a rendszereknek az a képesség, hogy a kívánt gyakorisággal tudnak nagy mennyiségű adatot továbbítani és ennek költségei folyamatosan csökkennek.
A műholdas és mobil hálózatok esetében egy úgynevezett átjáróra van szükség. Ennek feladata, hogy a kapott adatokat továbbküldésre alkalmassá alakítsa és továbbítsa a hálózati központ felé interneten vagy zárt hálózaton keresztül. Az átjáró adatbiztonsággal kapcsolatos funkciókat is ellát. Az átjárónak fontos szerepe van abban az esetben is, amikor az adatforgalom megfordul, vagyis a központ adatokat kér a mérőeszköztől vagy utasításokat ad számára.

### Az adatok értékelése
A beérkező adatok elemzésére alkalmas lehet egy már létező vállalati adatkezelő alkalmazás vagy egy M2M specifikus önálló rendszer. Napjainkban ez utóbbi az elterjedtebb, mert az iparági specializációnak köszönhetően nem okoz számottevő többletköltséget.

### Válasz
Függetlenül attól, hogy az alkalmazás önálló vagy egy nagyobb rendszer része, a cél, hogy a kapott adatok alapján a rendszer automatikusan tudjon reagálni és a megfelelő információval lássa el a felhasználót. Például egy épületgépészeti M2M rendszer üzenetet küldhet a karbantartóknak e-mail vagy sms formájában, ha valahol javításra van szükség vagy éppen elérkezett az általános karbantartás ideje.

## Felhasználási lehetőségek
Ez a megoldás számos felhasználási területen működik már napjainkban is. Az M2M fő felhasználási területei a telemetria-telematika, távfelügyelet, logisztika, távleolvasás, egészségügy, háztartások, bankszektor, biztonságtechnika, üzleti megoldások.

### Energetika
Az energiahatékonyság javítása, alacsonyabb üzemeltetési költségek és a szén-dioxid-kibocsátás csökkentése.

### Ipari felhasználás
Ipari eszközök vezérlése és adatgyűjtés, automatikus hiba vagy karbantartási igény bejelentés (pl. liftek, italautomaták), irodai berendezések, pl. fénymásolók esetében festékanyag szintjének figyelése és automatikus utánrendelés.

### Gépjárműipar
A különböző alkatrészek jelezhetik, hogy mikor érkezett el a karbantartás vagy javítás ideje. Az autógyártók, kereskedők és az egyes javítóműhelyek, szervizek fejleszthetik az általuk nyújtott szolgáltatások minőségét, pl. távdiagnosztika. A lízing és a bérleti flottakezelés a tulajdonos számára teszi lehetővé a kölcsönzött járművek magasabb szintű ellenőrzését.

### Monitor rendszerek
Online fogyasztásmérő leolvasás. A technológiának köszönhetően a rendszer képes jelezni, ha a mérőórát manipulálják, ezzel megelőzhetőek a visszaélések.

### Média
Az M2M technológia alkalmazásával a digitális kijelzők, reklámfelületek távoli vezérlése lehetővé teszi, hogy a hirdetők azonnal tudjanak reagálni a különböző eseményekre, aktualitásokra és változtassanak a hirdetések tartalmán, a megjelenített információkon.

### Telematika
A járművekben használatos intelligens elektronikai rendszerek és szórakoztató elektronika kiemelt terület az M2M fejlesztők számára. A technológia több tízmillió autós életét teszi biztonságosabbá és kényelmesebbé. Felhasználási területek: vezeték nélküli kapcsolattal vezérelhető az integrált kihangosító rendszer, távirányítással működtethető hőmérséklet és ülésfűtés szabályozó, streaming media, intelligens navigáció és járműdiagnosztika.
Az Európai Unióban várhatóan 2014-re minden új személyautóban kötelező tartozék lesz az eCall eszköz. Ennek segítségével baleset esetén automatikus vagy manuális segélyhívás kezdeményezhető a legközelebbi segélyhívó központ felé, megadva számára a helyszínnel és a balesettel kapcsolatos információkat, ezáltal jelentősen csökkenhet a mentő helyszínre érkezésének ideje.

### Biztosításiüzletág
Az autóvezetők vezetési szokásait követve és elemezve lehetőség nyílik egyéni kockázatarányos díjak megállapítására, a korábbi nem, korcsoport, baleseti előzmények szerinti besorolás helyett. Ez pozitív hatást gyakorolhat a közlekedésbiztonságra. Gépjármű lopás ellen kifejlesztett technológiák: GPS-alapú lopásvédelmi eszközök, SVR-technológia(Stolen Vehicle Recovery – lopott jármű felkutatása), PAYD rendszer (Pay As You Drive – megtett út alapú fizetés).

### Biztonságtechnika
Intelligens beléptetőrendszerek, betörés érzékelés, automatikus távriasztás, értékszállítás nyomon követése.

### Bankszektor
Biztonságos bankkártya és online bankfelület használat (sms jelentés a kártyatulajdonos mobiltelefonjára kártyahasználat esetén, illetve ellenőrző kód használata az online tranzakciók érvényesítésére). Mobilfizetés: POS-terminálok, ATM automaták, pénztárgépek.

### Logisztika és szállítmányozás
A vezeték nélküli technológiáknak köszönhetően haszongépjárművek egyre inkább hálózatokban működnek. Az üzleti folyamatok hatékonysága növelhető számos M2M technológia alkalmazásával: a távolság, a sebesség és a felhasznált üzemanyag mérésével, a jármű tartózkodási helyének folyamatos nyomonkövetésével, mobil munkaerő-gazdálkodással. A felhasználás további területei: csomagszállító követés, rakományfigyelés, távdiagnosztika, útvonaltervezés és navigáció, kockázatkezelés, úthasználati díj fizetés, ügyfélkapcsolat (CRM-rendszer)

### Mezőgazdaság
Automatizált öntözőrendszereknél hibaüzenet küldés a hiba pontos helyének és jellegének meghatározásával. Termőtalaj tápanyagtartalom és nedvesség figyelő rendszer.

### Háztartások
Automatizált háztartási rendszerek használatával (Smart Home Solutions) egy arra alkalmas eszközzel (számítógép, mobiltelefon) távolról ellenőrizhető és módosítható a lakás hőmérséklete, az otthon energiafelhasználása, a biztonsági rendszer, elindítható egy tv műsor felvétele, a mosógép, a napellenzők működése szabályozható megadott hőmérsékleti paraméter elérésekor stb. Azonnali figyelmeztetés betörés vagy a riasztó elindulása esetén. Bármely rendellenességről kaphatunk üzenetet: elemi károk, beázás, áramszünet stb. A rendszerre kapcsolt kamerák lehetővé teszik, hogy erről megbizonyosodva értesítsük a hatóságokat, de a rendszer ezt automatikusan is megteheti.

### Egészségügy
Mobil személyfelügyelet és távgondozási szolgáltatás (AAL), idősek és helyhez kötött emberek egészségügyi távfelügyelete. A legfontosabb életfunkciókat (vérnyomás, vércukor, légzés, pulzus) figyelő szenzor, mely a kritikus érték elérésekor azonnal figyelmezteti a beteget, illetve riasztja a mentőket vagy hozzátartozókat. Egy speciális mozgás érzékelő például képes felismerni, ha az adott személy bizonyos időtartamon túl nem mozdul és ennek megfelelően riasztást ad. Pánik gomb alkalmazása: megnyomása esetén azonnal értesítést küld a mentőknek vagy hozzátartozóknak.

### Kormányzati szervek
Energiafelhasználás optimalizálása (pl. intelligens utcai lámpák, intelligens középületek), lakossági és turisztikai információnyújtás, mobilkommunikáció alapú parkolórendszerek, közösségi közlekedési díjak és szolgáltatások (menetrend, csatlakozás), a városi közlekedés optimalizálása, közbiztonság.

### Útfelügyelet
Egy program segítségével az okostelefon giroszkópja képes felismerni a kátyúkat és úthibákat és azokról automatikusan értesíti a megfelelő felügyeleti szerveket.

### Közlekedés
Több ország kormányzatának hosszú távú tervei között szerepel a mobilkommunikáció-alapú országos útdíj fizetési rendszer bevezetése.